# 開闢
『開闢』（かいびゃく）は、1920年に創刊された朝鮮の雑誌。通巻81号。文芸同人誌ではない本格的な総合雑誌であり、1920年代の朝鮮文壇に最も大きな貢献をした雑誌である。多くの文士たちが『開闢』を作品の発表の場とし、それだけに日本（大日本帝国）の取締りも厳しいものであった。

## 概要
『開闢』は1920年6月、天道教の支援を受け、その機関紙的な役割を持って創刊される。タイトルは天道教の「後天開闢」思想から取られたもので、発行所として開闢社を設け、社長に崔宗禎、発行人に李斗星、編集人に李敦化、印刷人に閔泳純が就任し、印刷所を新文館に置いた。創刊号では、「表紙のトラの絵が独立精神を想起させる」「詩や小説、記事の内容が不穏である」などと日本政府の検閲当局（内務省）から発行の妨害を受け、いくつもの削除を受けた末に、ようやく発行できた。
『開闢』は、『創造』や『廃墟』などの文芸同人誌とは異なり、同人を持たない本格的な総合雑誌であった。天道教の機関紙的役割もあったが、天道教とは関係なく、詩、小説、評論などの寄稿を受け入れ、1920年代の朝鮮文壇で最も大きな貢献をした雑誌といえる。その文学的傾向としては、マルクス主義に従ったプロレタリア文学がほぼ毎号掲載され、新傾向派文学、プロレタリア文学を育成する温床的役割を担う。しかし、またそれらとは距離を置いていた文士たちも多く参加しているので、ひとつの傾向だけで捉えることはできない。『開闢』で活動した文士には、朴英熙、金基鎮、趙抱石、崔曙海、玄鎮健、金東仁、廉想渉、羅稲香、李相和、金億、金素月、卞栄魯、朴鍾和、金東煥などがいる。
1925年8月までに通巻72号を出すが、内、34回、発行禁止処分を受ける。72号目以降停刊となり、その後1934年に続刊、1935年に3号で再び停刊。解放を迎え、1946年に再び復刊し、1949年、81号まで発行を続けた。